# اریک تامپسون (راننده مسابقه)
اریک دیوید تامپسون (انگلیسی: Eric David Thompson؛ زادهٔ ۴ نوامبر ۱۹۱۹ در دیتون هیل، سربیتون، ساری – درگذشتهٔ ۲۲ اوت ۲۰۱۵ در گیلدفورد، ساری) رانندهٔ مسابقات ورزش‌های موتوری، فروشندهٔ کتاب و کارگزار بیمه اهل بریتانیا بود.